# 7-я бригада тактической авиации
Формирование в составе ВСУ, бригада ВВС Украины. Бригада вооружена Су-24 и Су-24МР У бригады есть боевой опыт

## История
В январе 1992 года полк подчинили ВВС Украины. 13 февраля 1992 года 6 Су-24 вылетели с аэродрома в Староконстантинове и приземлились на территории России. Вместе с самолетами был вывезен и боевой флаг полка.
В 1996 году полк принял участие в учениях «Август-96». С 2003 года после расформирования полка Су-24 в городе Луцк 7-й полк был переформотирован в бригаду.
С 2008 года бригада носит имя Петра Франка.

## Потери
- 24 февраля 2022 года был сбит Су-24 б/н 20 пилот майор Дмитрий Куликов и майор Николай Савчук погибли
- 27 февраля 2022 года сбит Су-24 б/н 77  пилот Руслан Белоус и капитан Роман Довгалюк погибли
- 1 марта 2022 года потерпел катастрофу в Черкасской области, пилот выжил.
- 2 марта 2022 года был сбит Су-24 б/н 22 в Житомирской области пилот полковник Николай Коваленко и капитан Евгений Казимиров погибли
- 9 марта 2022 года б/н 26 в Черкасской области пилот выжил
- 22 марта 2022 года сбили возле Харькова пилоты погибли
- 1 марта 2023 года сбили б/н 66 пилот погиб